# Adão e Eva (Tintoretto)
Adão e Eva (em italiano: Adamo ed Eva), também conhecido como A Tentação de Adão, Pecado Original e A Queda do Homem, pode se referir a qualquer uma das duas obras semelhantes do pintor veneziano Tintoretto: uma pintura a óleo na coleção da Gallerie dell'Accademia em Veneza, feita por volta de 1550-1553; e um painel no teto do Salão Superior da Scuola Grande di San Rocco, feito por volta de 1577-1578.

## Primeira Versão

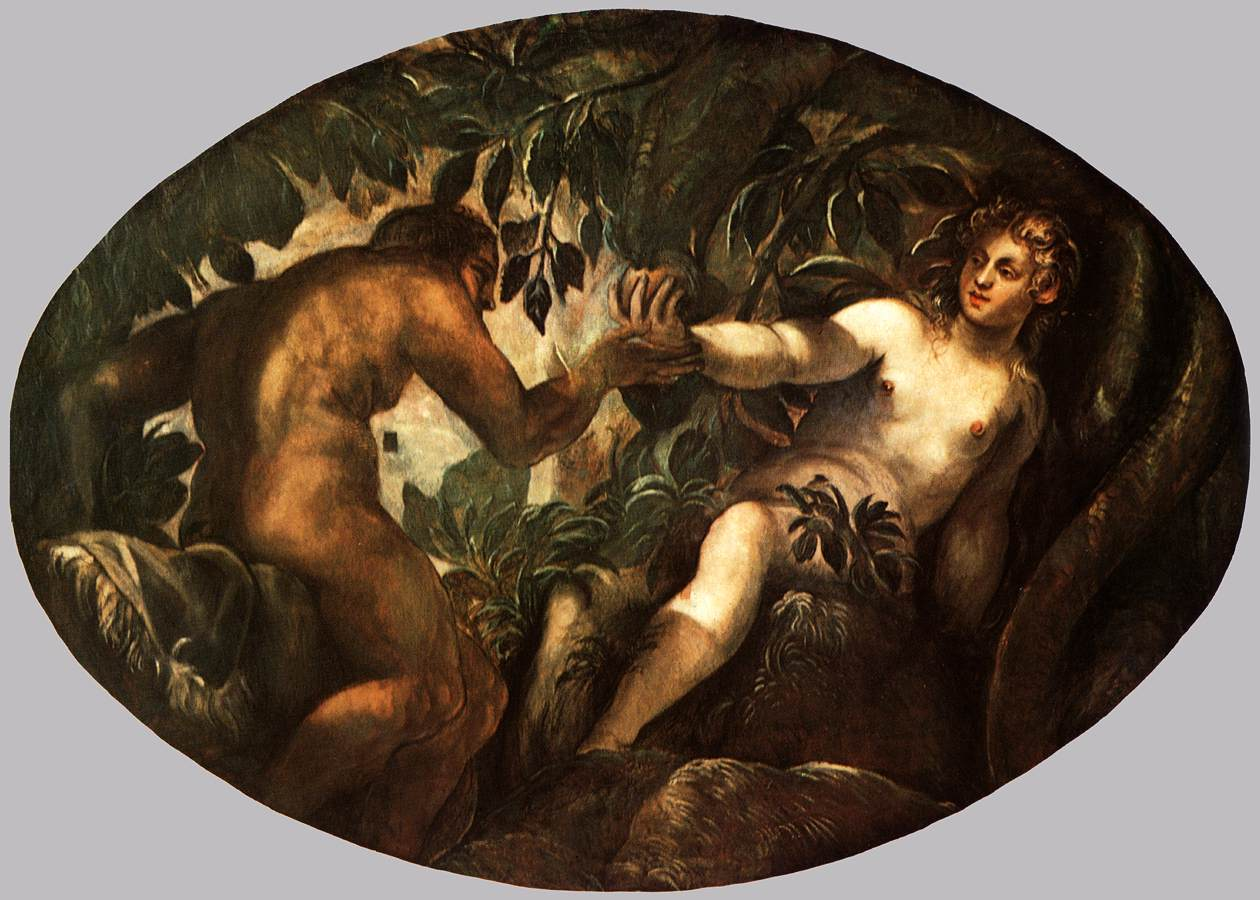
Adão e Eva (c. 1577-1578), de Jacopo Tintoretto, retratando o momento da queda de Adão e Eva no Jardim do Éden, com a serpente oferecendo o fruto proibido a Eva. Esta obra faz parte da decoração da Scuola Grande di San Rocco, em Veneza, e ilustra a famosa cena bíblica da tentação. A pintura destaca o estilo dramático de Tintoretto, com a utilização intensa de luz e sombra para enfatizar a tensão do momento, bem como a postura dinâmica das figuras centrais.

Para a Scuola della Trinità, Tintoretto pintou quatro ou cinco quadros retratando assuntos retirados do Livro do Gênesis, tendo referência à Criação do Mundo; dos quais dois são preservados intocados, e agora estão pendurados em ambos os lados da Assunção da Virgem Maria de Ticiano na Academia de Veneza.
Adão e Eva (Tintoretto)
Adão e Eva é uma obra do pintor renascentista italiano Jacopo Tintoretto, datada de 1550. A aproximadamente pintura retrata o famoso episódio bíblico do Livro de Gênesis, em que Adão e Eva, os primeiros seres humanos criados por Deus, são seduzidos pela serpente a comerem o fruto proibido do Jardim do Éden, resultando em sua expulsão do paraíso. A obra é descrita pelo estilo único de Tintoretto, que combina uma intensa dramaticidade, uma composição dinâmica e uma técnica de iluminação inovadora para a época. Atualmente, a pintura está em exibição na Galeria da Academia em Veneza, Itália.

### Contexto e Composição
A obra foi encomendada para um dos locais religiosos de Veneza durante o auge da carreira de Tintoretto, que, à época, era um dos artistas mais renomados da cidade. O artista é conhecido por sua habilidade em criar cenas cheias de movimento, com um uso expressivo de luz e sombra. Na pintura Adão e Eva , Tintoretto demonstra sua maestria ao capturar o momento de tensão e desobediência dos primeiros seres humanos diante de Deus.
A cena é representada com Adão e Eva no centro, tendo sido seduzida pela serpente, que os incita a desobedecer à ordem divina. A serpente, com o corpo enrolado ao redor da árvore do conhecimento, segura o fruto com a boca, já entregando a Eva o que ela deve comer. Eva, com o olhar distante e pensativo, oferece o fruto a Adão, que hesita antes de aceitá-lo. A árvore do conhecimento e o ambiente exuberante do Éden, com uma paisagem quase sobrecarregada de detalhes, adicionam um clima de naturalidade e sensualidade à cena.
A luz e a sombra desempenham um papel crucial na composição. A iluminação dramática sobre Adão e Eva cria um forte contraste entre as figuras centrais e o fundo, conferindo à cena uma sensação de tensão emocional, como se o momento da transgressão estivesse prestes a acontecer. O uso da perspectiva e da proporção, comum nas obras de Tintoretto, também dá uma sensação de profundidade e movimento, como se os personagens saíssem da tela.

### Estilo e Técnica
Tintoretto foi inspirado por artistas como Michelangelo e Ticiano, mas seu estilo único mesclava a grandiosidade da arte renascentista com uma sensibilidade para o movimento e a iluminação que era inovadora para a época. Em Adão e Eva , a utilização da luz e sombra, um dos elementos que caracterizam seu trabalho, faz com que os personagens e o ambiente pareçam vibrar de energia. O cenário é cheio de detalhes dramáticos, mas o foco principal é o gesto de Eva ao oferecer o fruto a Adão, um momento que é iluminado de forma especial, tornando-o o centro da narrativa visual.
A paleta de cores usada por Tintoretto também é rica e vibrante, com tons quentes que evocam a natureza do paraíso. Ao mesmo tempo, as figuras humanas são representadas com uma expressividade que transmite o dilema emocional dos personagens, particularmente a hesitação de Adão ao aceitar o fruto proibido.

### Significado e Interpretação
A pintura retrata um momento crucial na tradição cristã, o qual marca a queda da humanidade e a introdução do pecado original. Embora o estilo de Tintoretto seja mais focado na emoção e no movimento, ele também transmite o peso moral da história bíblica. A hesitação de Adão, retratada com uma mão levantada, pode ser interpretada como um símbolo da dúvida humana diante da tentação, enquanto Eva, ao contrário, parece mais decidida ao oferecer o fruto.
A serpente, com sua forma sinuosa e ameaçadora, é um símbolo do mal e da tentação, representando o papel de Satanás de acordo com a tradição cristã. Ela ocupa uma posição central no quadro, destacando-se na composição e simbolizando o poder corruptor que leva à queda.
Além disso, a obra pode ser vista como uma reflexão sobre a natureza humana, sobre o livre-arbítrio e as consequências da escolha. Ao capturar esse momento de transgressão, Tintoretto não apenas ilustra a história bíblica, mas também investiga temas universais sobre moralidade, desejo e culpa.

### Legado
A obra Adão e Eva é uma das várias representações do tema bíblico pintado por Tintoretto ao longo de sua carreira. Sua abordagem intensa e emocional ao retratar temas religiosos, combinada com sua técnica única de luz e sombra, faz desta pintura uma das principais obras do Renascimento veneziano.
A pintura continua a ser estudada e admirada por seu tratamento inovador do espaço e da emoção, e é um exemplo claro do talento de Tintoretto em dar vida às histórias sagradas. Sua habilidade de imbuir figuras religiosas com expressões humanas e dramáticas elevou a obra a um nível de profundidade que é mais comum em representações modernas do que nas formas clássicas de arte religiosa.
A pintura está atualmente na Galeria da Academia de Veneza, onde atrai visitantes que apreciam tanto a técnica do mestre renascentista quanto o poder visual da cena representada.